# Johnny Bottrop

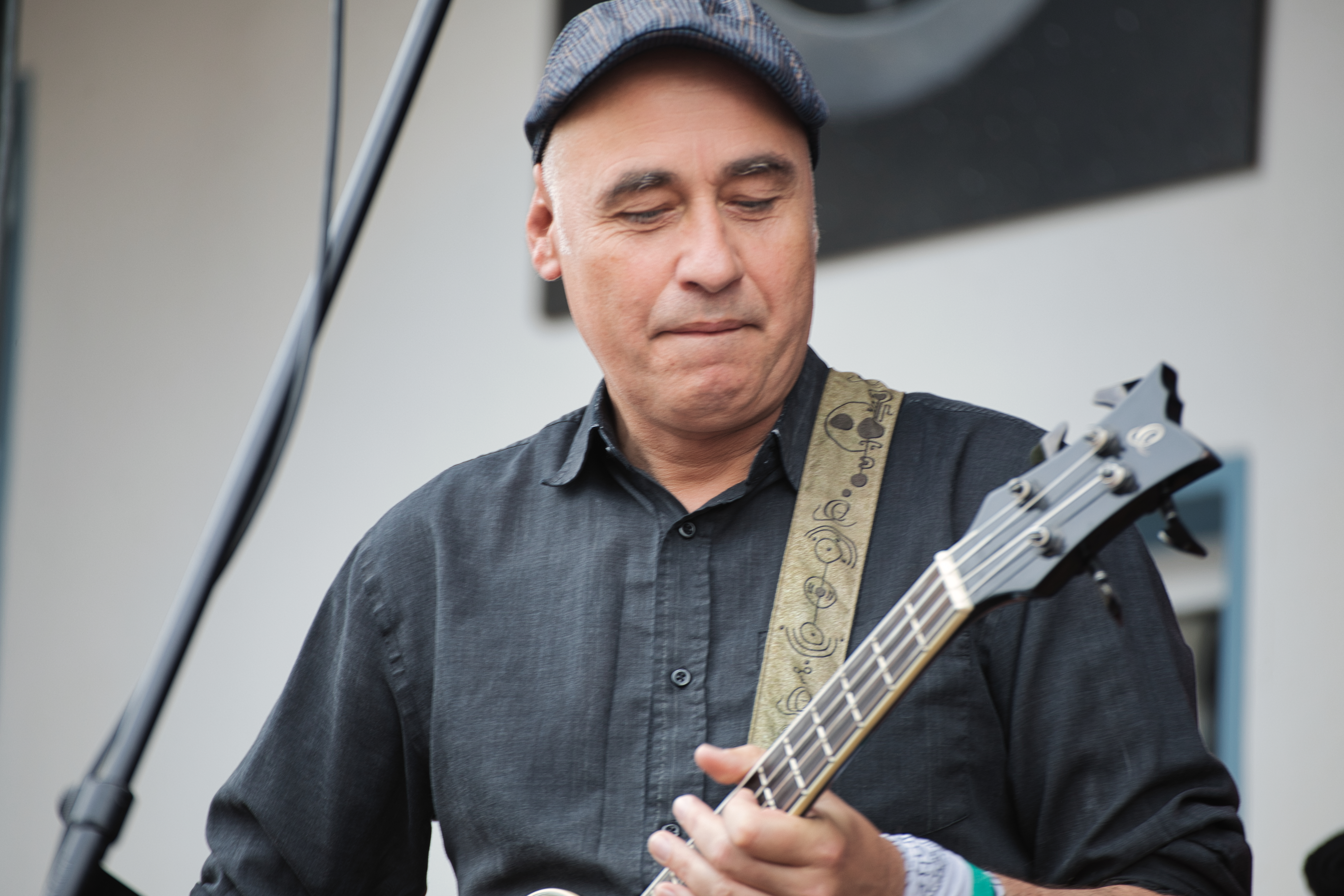
Johnny Bottrop auf dem Orange Blossom Special Festival (2022)

Johnny Bottrop, genannt Jacho (* 3. Juni 1966 als Joachim Horns), ist ein deutscher Punk-Musiker.

## Werdegang
Als Jugendlicher war Johnny Bottrop großer Fan von The B-52s, Madness, Punishment of Luxury (Punilux), Dead Kennedys, Crass und Discharge. In seinem Selbstverständnis sah er sich damals als Anhänger der Jugendbewegung New Wave. Beim Christlichen Verein Junger Menschen (CVJM) lernte er das Spiel auf der Gitarre mithilfe von Songs wie Blowin’ in the Wind von Bob Dylan. Bottrop gründete 1982 in Velbert seine erste Punkband, die Hostages of Ayatollah. Durch die Band erlangte er in der Szene Bekanntheit, auch über die deutsche Grenze hinaus. Später gründete Bottrop seine eigene Plattenfirma, die allerdings aufgrund finanzieller Probleme schnell zugrunde ging.

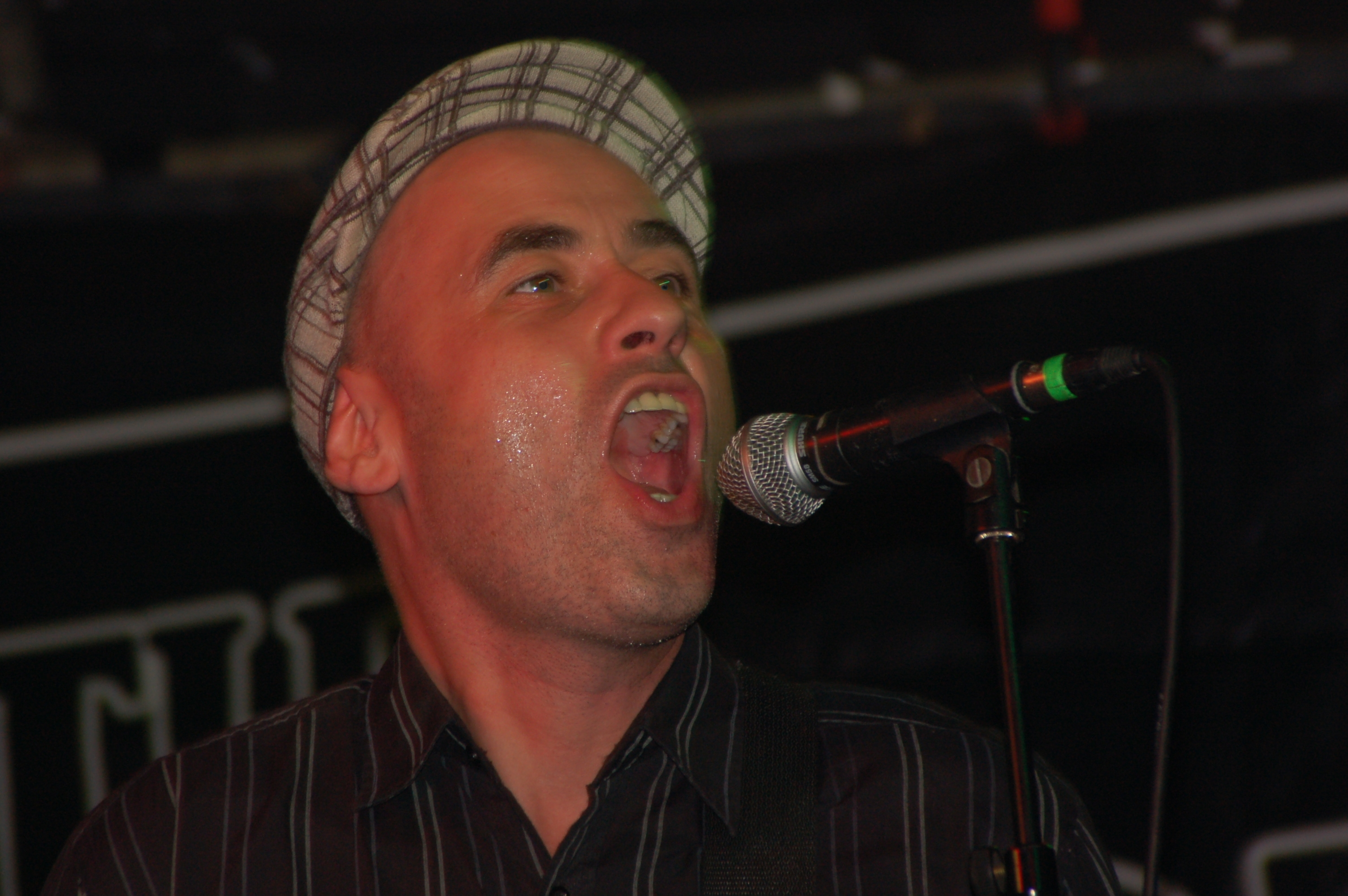
Johnny Bottrop in der Arena, Wien (2008)

Nach Auflösung der Hostages of Ayatollah zog Johnny Bottrop nach Berlin und begann ein Studium. 1993 gründete Johnny Bottrop die Band Terrorgruppe, wobei er für sich selbst und die Bandmitglieder die Künstlernamen erfand. Mit dem Schlagzeuger Hermann von Hinten lebte Bottrop zu dieser Zeit in einer Wohngemeinschaft. Nach der Auflösung der Terrorgruppe im Jahre 2005 gründete Bottrop im März 2006 zusammen mit den zwei ehemaligen Terrorgruppe-Mitgliedern Slash Vicious und Steve Maschine West sowie Bang Bang Benno die Musikgruppe The Bottrops. Die Band war bis 2014 in veränderter Besetzung aktiv. Anfang 2013 gründeten Bottrop und Dirk Kranz die Punkband Werwolf in Aspik, die nach mehreren Umbenennungen ab Herbst 2013 als „Berlin Diskret“ auftrat. Im Sommer 2019 stieg Bottrop dort aus.
Nach der Neugründung der Band Terrorgruppe im Jahr 2013 war Bottrop dort bis zur Auflösung der Band 2022 wieder als Gitarrist aktiv. Seit 2018 spielt er zudem Bass in der Band Acht Eimer Hühnerherzen.